# Viktor Setterberg
Viktor Hugo Setterberg, född 28 mars 1859 i Göteborgs domkyrkoförsamling, död 26 oktober 1945 i Haga församling i Göteborg, var en svensk golfentusiast, idrottsledare och räknas som den stora pionjären inom svensk golf.

## Biografi
Setterberg kom att anlägga ett antal golfbanor omkring Göteborg. År 1894 anlade han en golfbana i Arendal på Hisingen. Kring sekelskiftet 1900 anlade han en cirka 1 700 meter lång sexhålsbana på exercisfältet i Kviberg.
Göteborgs Idrottsförbund hyrde 1902 området med namnet Kolandet vid Sandviken i Sannegården i Lundby. På initiativ av Setterberg anlades här en omkring 1 400 meter lång sexhålsbana. Banan användes flitigt av stadens golfspelare och ett flertal tävlingar anordnades. Efter ett par år tvingades man att hitta en ny plats för golfbanan, eftersom grusgropen invid Sandvikenbanan åter började att användas. Klubben flyttade 1904 till sin nuvarande plats i Hovås. Även i anläggandet av golfbanan i Hovås var Setterberg drivande.
Setterberg var med och tog initiativet till bildandet av Göteborgs GK 1902 och Svenska Golfförbundet 1904. År 1996 fick han Viktor Setterbergs Väg i Torslanda uppkallad efter sig.